# Hefin O'Hare
Pour les articles homonymes, voir O'Hare.
Pas d'image ? Cliquez ici

a Compétitions nationales et continentales officielles uniquement.

b Matchs officiels uniquement.
Hefin O'Hare, né le 2 juin 1979 à Wrexham, est un joueur de rugby à XV international écossais d'origine galloise. Il évolue au poste de centre ou d'ailier pour les Glasgow Warriors dans la Celtic League (1,77 m et 84 kg). 
Il a d'abord pratiqué le rugby à XV à New Brighton et avec le club des Leeds Tykes avant de changer de code pour le club des Leeds Rhinos, de connaître des sélections nationales avec le pays de Galles à XIII. Il rejoint le club des Huddersfield Giants avant d'être recruté par Glasgow Rugby pour évoluer comme ailier puis centre à XV.
Il a connu les sélections galloises de jeunes de rugby à XV et, comme il évolue depuis trois ans en Écosse sans jamais avoir porté les capes galloises en sénior, il a pu jouer en équipe nationale écossaise de rugby à sept.

## Carrière

### En club
- New Brighton
- Leeds Tykes
- Leeds Rhinos
- Huddersfield Giants
- Glasgow Warriors 2005-

Il a participé à 24 matchs de coupe d'Europe de rugby entre 2005 et 2009 avec Glasgow.

### En équipe nationale
Il a connu les sélections de jeunes avec l'équipe du pays de Galles de rugby à XV des moins de 21 ans. Il a été sélectionné en rugby à sept avec l'Écosse. Il a joué avec l'équipe du pays de Galles de rugby à XIII.